# Forge FC
A Forge FC egy kanadai labdarúgócsapat, amelynek székhelye az Ontario állambeli Hamilton városában található. A klub 2019 óta a kanadai első osztályban, a Canadian Premier League-ben szerepel. Hazai mérkőzéseit a 23 218 néző befogadására alkalmas Tim Hortons Fielden játssza.

## Sikerek
- Canadian Championship
  - Döntős (1): 2020

- Canadian Premier League
  - Győztes (4): 2019, 2020, 2022, 2023
  - Döntős (2): 2021, 2024

## Játékoskeret
2023. április 21. szerint.
| #  |     | Poszt | Név                         |
| -- | --- | ----- | --------------------------- |
| 1  | CAN | K     | Triston Henry               |
| 3  | CAN | V     | Ashtone Morgan              |
| 4  | CAN | V     | Dominic Samuel              |
| 5  | CAN | V     | Manjrekar James             |
| 7  | CAN | CS    | David Choinière             |
| 9  | CAN | CS    | Jordan Hamilton             |
| 10 | CAN | KP    | Kyle Bekker                 |
| 12 | CAN | KP    | Sebastian Castello          |
| 13 | SWE | KP    | Alexander Achinioti-Jönsson |
| 14 | CAN | CS    | Terran Campbell             |
| 17 | CAN | CS    | Woobens Pacius              |
| 19 | CAN | KP    | Tristan Borges              |
| 20 | CAN | KP    | Kwasi Poku                  |

| #  |     | Poszt | Név                   |
| -- | --- | ----- | --------------------- |
| 21 | CAN | KP    | Alessandro Hojabrpour |
| 22 | CAN | KP    | Noah Jensen           |
| 23 | HTI | V     | Garven Metusala       |
| 24 | ALB | V     | Rezart Rama           |
| 29 | CAN | K     | Christopher Kalongo   |
| 33 | MLI | KP    | Aboubacar Sissoko     |
| 42 | CAN | K     | Emmanuel Marmolejo    |
| 81 | ENG | V     | Malik Owolabi-Belewu  |
| —  | CAN | KP    | Khadim Kane           |
| —  | CAN | V     | Malcolm Duncan        |
| —  | CAN | K     | Rimi Olatunji         |

## Vezetőedzők
| Név              | Évek                           |
| ---------------- | ------------------------------ |
| Bobby Smyrniotis | 2018. október 1. – jelenleg is |

## További hivatkozások
- Hivatalos honlapja